# Bezoekerscentrum Damme en de Zwinstreek

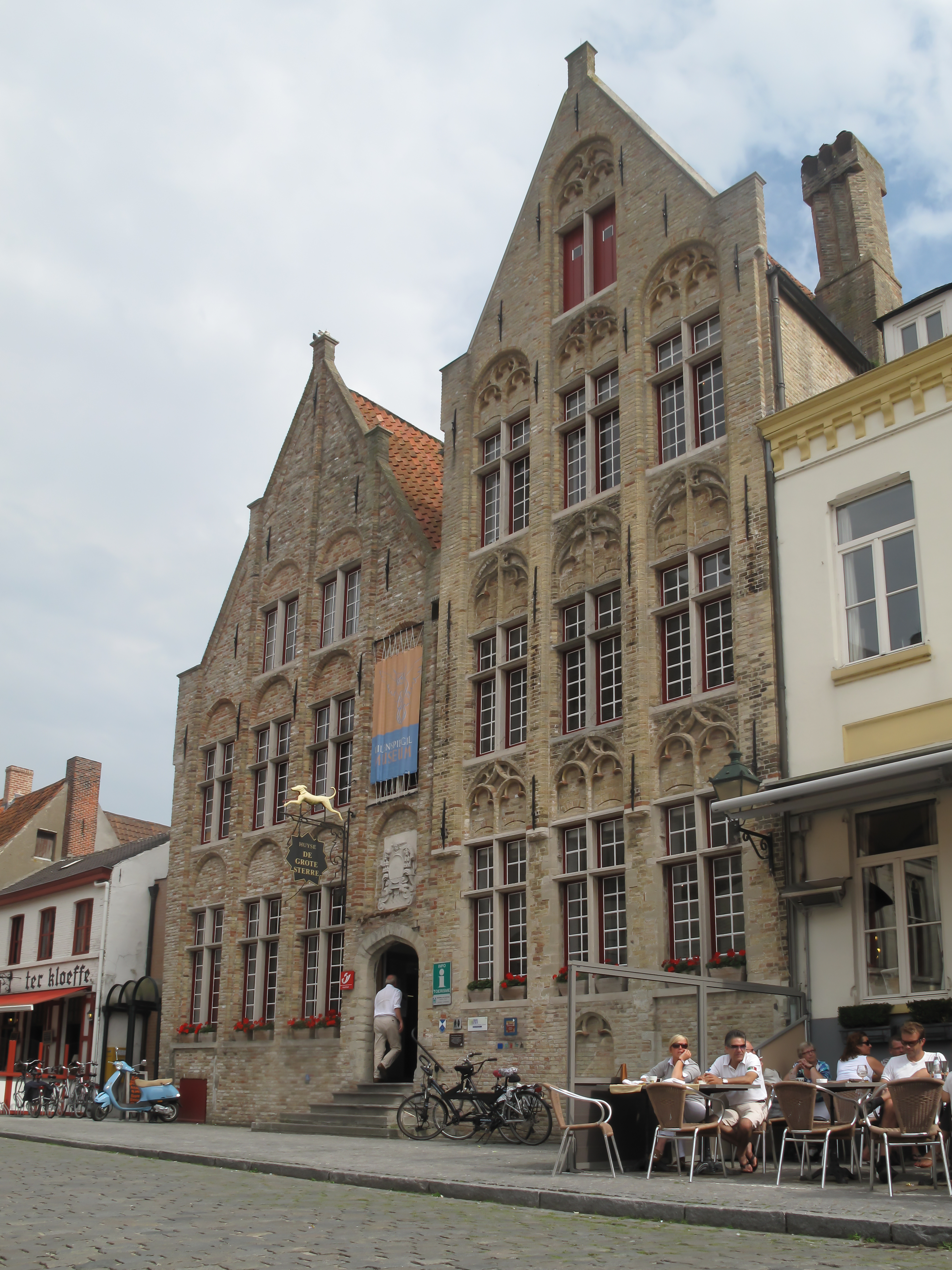
Huyse De Grote Sterre

Het Bezoekerscentrum Damme en de Zwinstreek is het gevestigd in Huyse De Grote Sterre te Damme en is sinds 1999 een van de streekinformatiepunten in een netwerk van bezoekerscentra in het Brugse Ommeland en de grensregio.
Op 1 april 2012 werd het volledig vernieuwde bezoekerscentrum geopend.   Het geeft cultuurhistorische en toeristisch-recreatieve informatie over de stad Damme, de Zwinstreek en de Staats-Spaanse Linies.
De permanente tentoonstellingsmodules zijn opgebouwd rond drie thema’s: het ontstaan en de evolutie van Damme, het landschap van de Zwinstreek en de forten en verdedigingswerken van de Staats-Spaanse Linies. Met historische kaarten, tijdslijnen, interactieve computertoepassingen en multimediale technieken wordt het ontstaan van de stad, de omvorming van een middeleeuwse havenstad tot een stadsversterking, de ontstaansgeschiedenis van het polderlandschap, en het ontstaan van de grens tussen de Zuidelijke en Noordelijke Nederlanden na de Tachtigjarige Oorlog getoond.
De vormgeving van de tentoonstellingsmodules is geïnspireerd door de vormentaal van de fortenbouw. De modules kenmerken zich door strakke lijnen die verwijzen naar de bastions, ravelijnen en walgrachten van de stadsversterkingen en forten.  Het bezoekerscentrum verwijst bezoekers naar tal van bezienswaardigheden.  Hoewel het centrum vooral mensen op weg wil zetten voor een belevingsvol bezoek in de Zwinstreek, biedt het op zichzelf ook voldoende info voor een leerrijk bezoek.
Het bezoekerscentrum staat in het rijtje van o.a. het kasteel Bulskampveld (Beernem), het Romeins Archeologisch Museum (Oudenburg), het centrum Ferdinand Verbiest (Pittem), het Huis Mulle de Terschueren (Tielt), en het kasteel van Wijnendale (Torhout).